# (4380) Geyer
(4380) Geyer (1988 PB2) – planetoida z pasa głównego asteroid okrążająca Słońce w ciągu 5,3 lat w średniej odległości 3,04 j.a. Odkryta 14 sierpnia 1988 roku.